# نانوسیم

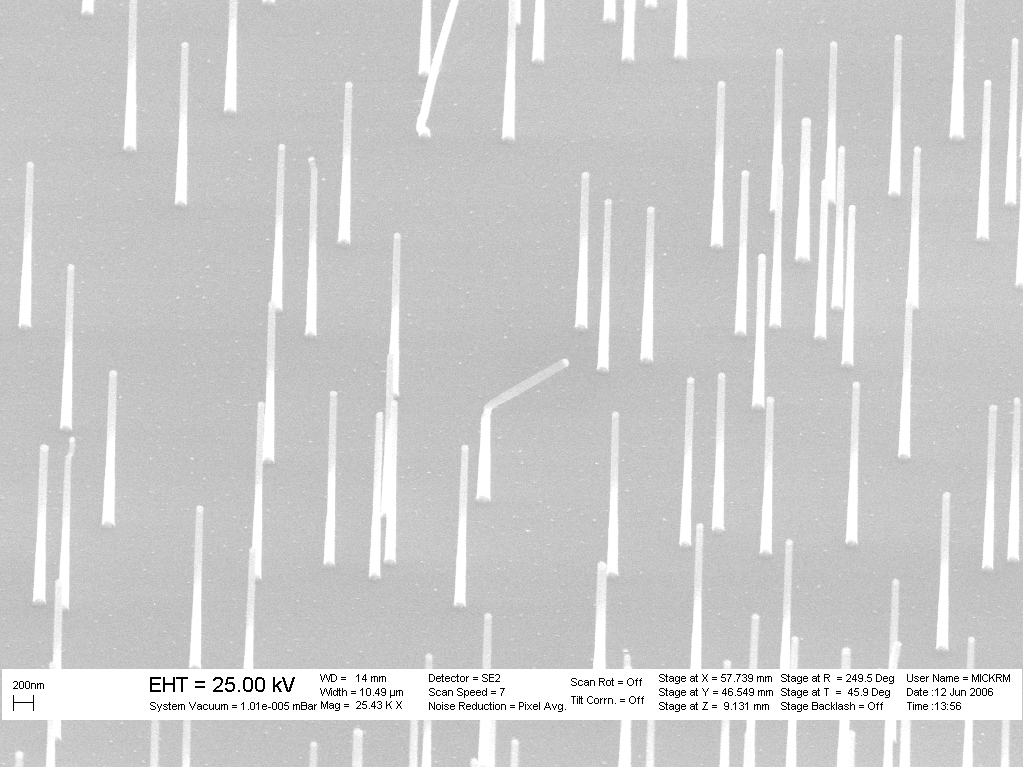
ساختارهای نانوسیم

نانوسیم‌ها استوانه‌هایی با قطر ۱۰ تا ۱۰۰ نانومتر هستند که به سبب خواص الکتریکی، مکانیکی، شیمیایی و نوری آن‌ها، کاربردهای بالقوه‌ای در حسگرهای زیستی و شیمیایی، و رساناهای الکتریکی مورد استفاده در ابزارهای نانو الکتریک پیدا کرده‌اند. فرایند رشد بخار_مایع _جامد (VLS) یکی از روش‌های مرسوم تولید نانوسیم‌هاست. رشد نانوسیم‌های سیلیسیمی را می‌توان با بررسی دیاگرام فازی دوتایی طلا _سیلیسیم به خوبی درک کرد. باید توجه داشت که هیچ انحلال‌پذیری متقابلی بین طلا و سیلیسیم وجود ندارد.

## تولید
در اولین مرحلهٔ رشد نانوسیم‌های سیلیسیمی به روش VLS, لایهٔ نازکی از طلای خالص بر روی یک زیرلایه نشانده می‌شود. با گرم کردن زیرلایه، لایهٔ نازک طلا در هم می‌آمیزد و به جزایری از نانوذرات جامد تبدیل می‌شود. نانوذرات طلا که به آن‌ها کاتالیزگر نانوسیم هم گفته می‌شود به عنوان الگوی رشد نانوسیم‌های سیلیسیمی عمل می‌کنند. در مرحلهٔ بعد که مرحلهٔ بخار فرایند VLS است برای رشد نانوسیم‌های سیلیسیمی گاز سیلان (SiH4) به درون محفظهٔ نگهدارندهٔ سیستم زیرلایه و نانوذرات طلا دمیده می‌شود. سپس، زیرلایه تا دمای معینی بین دمای یوتکتیک سیستم طلا-سیلیسیم (۳۶۰ درجهٔ سانتی‌گراد) و نقطهٔ ذوب طلا (۱۰۶۴ درجهٔ سانتی‌گراد) گرما داده می‌شود. سیلیسیم حاصل از تجزیهٔ گاز سیلان با نفوذ به درون نانوذرات طلا، نقطهٔ ذوب آن‌ها را کاهش می‌دهند.
مرحلهٔ مایع فرایند رشد VLS با افزایش درصد سیلیسیم در یک دمای ثابت، آلیاژ طلا_سیلیسیم وارد منطقهٔ دو فازی دیاگرام فازی طلا_سیلیسیم می‌شود. نفوذ سیلیسیم به درون نانوذرات طلا تا ذوب شدن کامل نانوذرات ادامه می‌یابد. اما شکل نانوذرات طلا به دلیل انرژی سطحی بین زیرلایه و آن‌ها، همچنان به صورت گلوله‌های نیم‌کروی (مانند قطره‌های روغن در یک تابهٔ تفلونی) باقی می‌ماند. با ادامهٔ نفوذ و افزایش درصد سیلیسیم نانوذرات، فاز جامد سیلیسیم خالص که نانوسیم‌های سیلیسیمی را تشکیل خواهد داد، شروع به جوانه‌زنی می‌کند. مرحلهٔ جامد فرایند رشد VLS. قطر نانوسیم‌ها معادل قطر نانوذرات طلاست. فاز مایع باقی‌مانده با رشد نانوسیم‌ها بر روی زیرلایه، به طرف بالای نانو سیم‌ها رانده می‌شود. نانوسیم‌ها درحالی که هنوز جریان گاز سیلان برقرار است، به رشد طولی خود ادامه می‌دهند. با اتمام رشد نانوسیم‌ها، دما کاهش پیدا می‌کند و فاز مایع باقی‌مانده بر روی آن‌ها در دمای یوتکتیک منجمد می‌شود.

## کاربردها
نانوسیم‌ها را می‌توان از فلزات، مواد نیم‌رسانا، مولکول‌های آلی و غیره تهیه کرد و نیز می‌توان آن‌ها را در علوم مکانیک، الکترونیک، اپتیک یا پزشکی به‌کار برد. نانوسیم‌های فلزی جدید در فرامواد برای تولید مواد با ضریب شکست منفی در دامنهٔ نوری، در سیم‌های کوانتومی نیمه‌رسانا برای ترانزیستورها، حسگرهای زیستی، منابع نوری، شناساگرها و نانوسیم‌های مولکولی مورد استفاده هستند.
نانوسیم‌ها می‌توانند در آیندهٔ نزدیک برای پیوند قطعات ریز به مدارهای بسیار کوچک مورد استفاده قرار گیرند. این‌گونه قطعات را می‌توان با بهره‌گیری از فناوری نانو، از ترکیبات شیمیایی تهیه کرد.

## ویژگی‌های فیزیکی
نانوسیم، نانوساختاری با قطری در مقیاس نانومتر (۹-۱۰ متر) است. همچنین می‌توان نانوسیم‌ها را به‌عنوان ساختارهایی با ضخامت یا قطری در اندازهٔ ده‌ها نانومتر یا کم‌تر، و طولی نامشخص تعریف کرد. اثرات مکانیک کوانتومی، در این مقیاس‌ها اهمیت می‌یابد - و همین منجر به ابداع واژهٔ «سیم کوانتومی» شده‌است.

## ویژگی‌های مکانیکی
ویژگی‌های مکانیکی نانوسیم‌های طلا با تغییر قطر سیم، تغییر قابل ملاحظه‌ای می‌کنند. درحالی‌که سیم‌هایی با قطر ۷۰ نانومتر استرس عملکرد ۶۰۰ مگاپاسکال را به نمایش می‌گذارند که این رقم برای قطر ۳۰ نانومتر، به ۱۴۰۰ مگاپاسکال افزایش می‌یابد و تا قطر ۵ نانومتر، همچنان افزایش می‌یابد. بررسی انتقال الکترون با میکروسکوپ نشان می‌دهد که تغییر شکل یافتگی به سبب حرکت دررفتگی و احتمالاً دوگانه‌سازی اتفاق می‌افتد. نانوحفرهٔ طلای به‌دست آمده از شستشوی آلیاژهای طلا-نقره، با چگالی نسبی ۰٫۲ تا ۰٫۴۵ و طول پیوند ۵ تا ۵۰۰ نانومتر، نشان‌دهندهٔ استحکام زیاد به مقدار ۱ تا ۱۵ گیگاپاسکال است.

## انواع نانوسیم‌ها
انواع بسیار مختلفی از نانوسیم‌ها وجود دارند، شامل فلزی (مثل نیکل، پلاتین، طلا)، نیمه‌رسانا (مثل سیلیسیم، ایندیوم فسفاید، نیترید گالیوم و …)، و نارسانا (مثل سیلیس، تیتانیا). نانوسیم‌های مولکولی از واحدهای مولکولی تکرارشوندهٔ آلی (مثل دی‌ان‌ای) یا معدنی (مثل Mo6S9-xIx) تشکیل شده‌اند.

### نانوسیم‌های فلزی
این نانوساختارها به خاطر خواصی که دارند نویدبخش کارایی زیاد در قطعات الکترونیکی هستند. نانوسیم‌ها را می‌توان از مس، نقره و طلا ساخت. نانوسیم‌های مسی به دست آمده از رسوب/ته‌نشین شدن بخار شیمیایی با ساختار جفت/دوقلو پنج برابری جهت ادغام در دستگاه‌ها مناسب هستند. محدودیت افزایش شناسه، از اثرناپذیری دیواره‌های کناری سیم‌ها با لیگاند فسفات که از ترکیب پیش‌ماده به دست آمده‌است، نشأت می‌گیرد. پس افزایش تنها در دیواره‌های پوششی اتفاق می‌افتد. نانوسیم‌های مسی می‌توانند به عنوان تولیدکنندهٔ مطمئن الکترون، قابل استفاده باشند. نانوسیم‌های بیسموت را می‌توان از تکنیک الگوی غشاء آندی آلومینا به دست آورد.

### نانوسیم‌های آلی
نانوسیم‌های آلی همان‌طور که از نامشان پیداست از ترکیبات آلی به‌دست می‌آیند. ویژگی این سیم‌ها نظیر رسانایی، مقاومت و هدایت گرمایی به ساختار مونومر و طرز آرایش آن بستگی دارد.

### نانوسیم‌های نیمه‌رسانا
نانوسیم‌های نیمه‌رسانا، به عنوان دستهٔ قدرتمندی از مواد در حال ظهور هستند که با کنترل رشد و سازمان‌دهی، فرصت‌های جدیدی را برای دستگاه‌های الکترونیکی و فوتونیکی ریزمقیاس فراهم آورده‌است.
گروهی از روش‌ها برای ساخت نانوسیم‌های نیمه‌رسانا در دسترس هستند سیم‌های کوانتومی همگن را می‌توان با قطر پایین تا ۳ نانومتر و با وجود ناخالصی‌های خاص برای کنترل ویژگی‌های الکترونیکی، ساخت. ویژگی‌های مکانیکی نانوسیم‌های نیمه‌رسانا، با توجه به کاربردهای بالقوهٔ آن‌ها در دستگاه‌های الکترونیکی و الکترومکانیکی جالب است. اکسید روی یک‌نیمه‌رسانا با یک شکاف مستقیم و وسیع باند در اندازهٔ ۳٫۳۷ الکترون ولت است؛ که دارای خواص فیزوالکتریک، زیست‌سازگاری خوب و در نتیجه تعدادی کاربردهای متفاوت است. درحالی‌که ضریب یانگ از اکسید روی، مستقل از قطر است و بیشترین مقدار استحکام برای سیم‌های با قطر کم بوده و حداکثر مقادیر تا ۴۰ برابر بخش عمده است.